# John Montague Stow
John Montague Stow (ur. 1911, zm. 1997) – pierwszy gubernator generalny niepodległego Barbadosu od 30 listopada 1966 do 18 maja 1967.